# Pimpla burgeoni
Pimpla burgeoni är en stekelart som beskrevs av André Seyrig 1937. Pimpla burgeoni ingår i släktet Pimpla och familjen brokparasitsteklar. Inga underarter finns listade i Catalogue of Life.